# 鮑曼站
鮑曼站（羅馬化：Baumanskaya）是莫斯科地鐵阿爾巴特－波克羅夫卡線的一個車站。站名由來於革命家尼古拉·埃内斯托维奇·鲍曼。車站的設計者是鮑里斯·伊凡和 Yury Zenkevich，開通於1944年。自2015年2月8日開始，鮑曼站將暫時關閉以進行修理，在2015年12月24日重新開通。

## 外部連結
- metro.ru （页面存档备份，存于）
- mymetro.ru
- KartaMetro.info — Station location and exits on Moscow map (English/Russian)